# 🕄
🕄  is een teken uit de Unicode-karakterset dat een karakter voorstelt dat omschreven wordt als de rechtse halve cirkel met inkeping en drie punten. Dit karakter is in 2014 toegevoegd bij de introductie van de Unicode 7.0-standaard.

## Gebruik

De Fxemoji implementatie

Het karakter wordt gebruikt in Typika, liturgische geschriften van de Oudgelovigen van de Oosters-orthodoxe kerk, in het bijzonder de Russisch-Orthodoxe Kerk door gelovigen die de hervormingen van Nikon van Moskou afwijzen. Het karakter wordt in deze Typika gebruikt om twee Orthodoxe Lagere Feestdagen mee te duiden.

## Codering

### Unicode
In Unicode vindt men de 🕄 onder de code U+1F544  (hex).

### HTML
In HTML kan men in hex de volgende code gebruiken: &#x1F544;